# Nellenbruck
Nellenbruck (mundartlich: Neləbruk) ist ein Gemeindeteil der Marktgemeinde Weitnau im bayerisch-schwäbischen Landkreis Oberallgäu.

## Geographie
Der Weiler liegt circa 3,5 Kilometer nordwestlich des Hauptorts Weitnau. Durch die Ortschaft fließt die Wengener Argen. Westlich verlaufen die Bundesstraße 12 sowie die Untere Argen. Um Nellenbruck verläuft die Landesgrenze zu Isny im Allgäu in Baden-Württemberg bildet. Nordöstlich liegen Bolsternang und der Schwarze Grat.

## Ortsname
Der Ortsname bezieht sich auf die südlich gelegene Ortschaft Nellenberg und bedeutet somit (Siedlung an der) Brücke bei Nellenberg.

## Geschichte
Durch den heutigen Ort verlief in der Antike die Römerstraße Kempten–Bregenz. Nellenbruck wurde erstmals im Jahr 1818 als Nellenbruck bzw. Beimautamt erwähnt. Die Ortschaft entstand nach 1812 aus einer Zollstätte an der bayerisch-württembergischen Grenze. Nellenbruck gehörte einst der Gemeinde Wengen an, die 1972 nach Weitnau eingemeindet wurde.